# 大阪ゲーム専門学校
大阪ゲーム専門学校（おおさかゲームせんもんがっこう、英称: Osaka Game College、英略称: OGC）は、かつて大阪府大阪市天王寺区に存在した大阪府認可の専修学校。設置者は学校法人木村学園。

## 沿革
- 2008年4月 - 開校。
- 2008年 - 入学者数15名。
- 2009年 - 入学者数10名。
- 2010年 - 入学者数2名。
- 2011年 - 入学者数0名。
- 2012年3月 - 廃校。

## 設置学科
- ゲーム学科（2年制）

## グループ校
- 大阪電子専門学校

## 所在地
- 〒543-0043 大阪府大阪市天王寺区勝山4-5-6
  - 最寄り駅は、JR大阪環状線桃谷駅